# Sichuan Nuzi Paiqiu Dui 2012-2013
Questa voce raccoglie le informazioni riguardanti il Sichuan Nuzi Paiqiu Dui nelle competizioni ufficiali della stagione 2012-2013.

## Organigramma societario
Area tecnica
- Allenatore: Fu Jun

## Rosa
| N° | Nome         | Ruolo | Data di nascita  | Nazionalità sportiva |
| -- | ------------ | ----- | ---------------- | -------------------- |
| 1  | Huang He     | P     | 18 marzo 1994    | Cina                 |
| 3  | Zhao Yanni   | S     | 23 ottobre 1988  | Cina                 |
| 4  | Liu Meiling  | P     | 29 luglio 1991   | Cina                 |
| 5  | Wu Qianqian  | C     | 13 ottobre 1991  | Cina                 |
| 6  | Wang Chen    | P     | 29 ottobre 1990  | Cina                 |
| 7  | Yin Jie      | L     | 17 maggio 1990   | Cina                 |
| 8  | Zhang Xiaoya | C     | 4 ottobre 1992   | Cina                 |
| 9  | Ye Qi        | C     | 14 febbraio 1993 | Cina                 |
| 10 | Yang Dongmei | S     | 17 novembre 1990 | Cina                 |
| 11 | Liu Wei      | S/O   | 20 marzo 1985    | Cina                 |
| 11 | Zhao Jing    | S     | 26 marzo 1983    | Cina                 |
| 12 | Deng Liping  | P     | 28 luglio 1990   | Cina                 |
| 14 | Chen Jing    | C     | 3 settembre 1975 | Cina                 |
| 16 | Leng Wei     | S/O   | 20 agosto 1985   | Cina                 |
| 18 | Zan Yulu     | L     | 4 aprile 1990    | Cina                 |